# North Fork Koyukuk River
Der North Fork Koyukuk River ist der 167 Kilometer lange rechte Quellfluss des Koyukuk River im US-Bundesstaat Alaska. Der Fluss ist als National Wild and Scenic River geschützt.

## Flusslauf
Der North Fork Koyukuk River entspringt an der Ostflanke des Als Mountain in den Endicott Mountains, ein Teilgebirge der Brookskette, auf einer Höhe von etwa 1600 m. Er fließt in überwiegend südlicher Richtung durch Nordzentral-Alaska. Der Flusslauf befindet sich innerhalb des Gates-of-the-Arctic-Nationalparks. Größere Nebenflüsse von links sind Clear River und Glacier River sowie von rechts Tinayguk River. Der South Fork Koyukuk River trifft schließlich auf den Middle Fork Koyukuk River und vereinigt sich mit diesem zum Koyukuk River. Er entwässert ein Areal von etwa 4710 km².